# Tommy Wosch

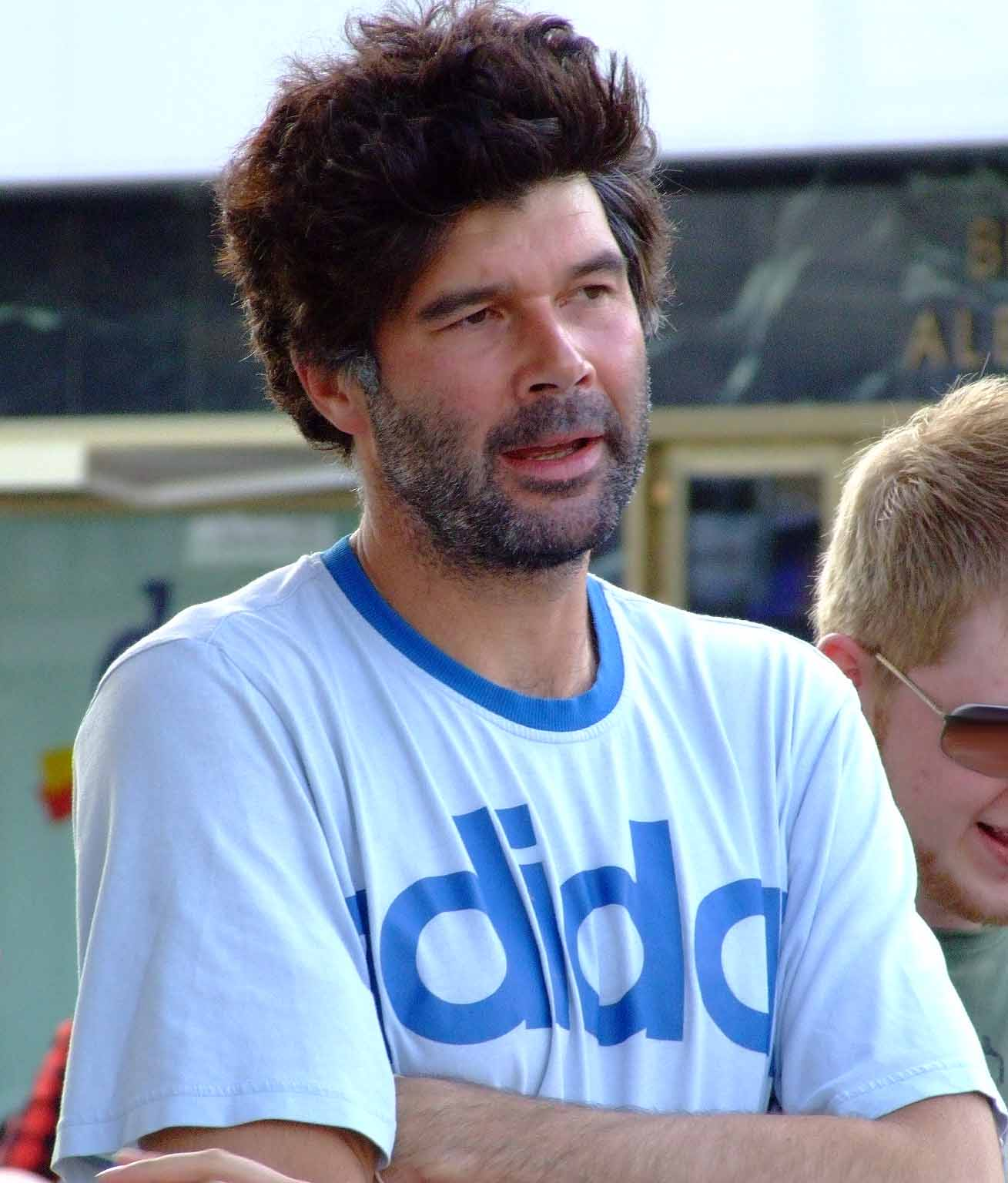
Tommy Wosch (2008)

Tommy Wosch, eigentlich Tamás Maria Johannes Elemer Alexis Vass de Bihar (* 7. Mai 1968 in München-Pasing), ist ein deutscher Hörfunkmoderator und Comedian. Darüber hinaus arbeitet er für das Fernsehen als Moderator, Ansager und Filmproduzent. Seit Februar 2015 leitet er die Comedy-Unit der UFA Fiction als verantwortlicher Produzent.

## Leben
Wosch studierte Rechtswissenschaft und schloss mit dem zweiten juristischen Staatsexamen ab. Während des Studiums arbeitete er beim Augsburger Radiosender Radio Kö und später bei Radio 7 in Ulm als Moderator. Er arbeitete zeitweilig auch als Filmeditor.
Von 1995 bis 2010 war er als Hörfunkmoderator bei Fritz tätig. Ebenso moderierte er die Radiosendungen Bollmann, das deutsch-deutsche Bürgertelefon, Ab 18 und Blue Moon. Offensichtlich aufgrund einer in einer Sendung gefallenen Beleidigung moderierten ab Dezember 2002 auf seiner Blue-Moon-Sendestrecke andere Fritz-Moderatoren, ab März 2003 moderierte er auch zwischenzeitlich die Sendung Bollmann nicht mehr. Ab September 2003 nahm er seine Tätigkeit wieder auf. Ab 2006 moderierte er regelmäßig das Fritz Kneipenquiz. Ab Juli 2007 moderierte er bei Radio Fritz die Sendung Ab 18 – die Tommy-Wosch-Show mit Co-Moderatorin Kathrin Thüring. Diese Sendung wurde zum 9. Juli 2010 abgesetzt.
Von 2010 bis 2012 produzierte und moderierte Wosch für den Jugendradiosender Energy die „Infotainment-Show“ Die Tommy Wosch Show, später umbenannt in Wosch. Die Energy Abendschau. Sie wurde zeitgleich auf den meisten deutschen Energy-Stationen ausgestrahlt. Zusammen mit Wosch moderierte zunächst Kathrin Thüring, später Michael Balzer.
Ab dem 6. Mai 2013 moderierte Wosch bis 2016 bei Radio Eins (rbb) im wöchentlichen Wechsel die Sendung Die schöne Woche. Vom 27. Mai 2016 bis Ende März 2019 war er zusammen mit Martin Gottschild in der wöchentlichen Sendung radioZwei beim Sender Radio Eins zu hören.
Zwischen 1. November 2019 und 17. Januar 2023 moderierte Wosch bei Radio Eins (rbb) die Sendung Tommys Top Ten.
Seit Juni 2023 hat er zusammen mit Kathrin Vass den Podcast Ab 17 - wahnsinnig TÄGLICH, welcher von Montag bis Freitag zweimal täglich um 5 Uhr und 17 Uhr erscheint.

### Fernsehen
Woschs Fernsehlaufbahn begann beim Offenen Kanal Berlin, bei dem er 1996 die Sendung Lustige Minuten – Wir für Euch moderierte. Wosch versuchte sich in der Folgezeit als Regisseur (Das Arbeitstier, Sketch Comedy, …), Produzent (Frau Wosch und der dicke Micha, Starwosch) und Moderator (ProSieben MorningShow, Deutschlands dümmste Gauner, Gute Nachbarn, schlechte Nachbarn). Er gründete mit Thomas Biller die Produktionsfirma Biller & Vass und produzierte mit ihm zusammen 2004 für den Privatsender Sat.1 die achtteilige Comedyserie Die Wachmänner mit Ingo Naujoks und Frank-Leo Schröder, bei der Wosch auch Regie führte. Die Produktionsfirma war ebenfalls für die Sendung Two Funny – Die Sketch Comedy verantwortlich. Seine Comedy-Sendung Zack! Comedy nach Maß lief von 2005 bis 2008 regelmäßig bei Sat.1. Ab dem 19. Oktober 2009 moderierte Wosch die sechsteilige Dokusoap Krieg am Gartenzaun für den Sender RTL II. Er war Executive Producer und Hauptautor der TV-Serie Faking Hitler, die 2022 beim Wettbewerb Deutscher Fernsehpreis die Auszeichnung "Beste Drama-Serie" erhielt.

## Radiosendungen und Podcasts
- „Radio Fritz“ Blue Moon, 1995–2007 (Freitag, später Donnerstag, 22–01 Uhr)
- Bollmann, 2000–2007 (unregelmäßig Mo–Fr, 12–14 Uhr)
- „Radio Fritz“ Ab 18 – Die Tommy-Wosch-Show, 2007–2010 (Mo–Fr, 18–19 Uhr)
- Wosch. Die Energy Abendschau, 2010–2012 (Mo–Fr, 20–22 Uhr)
- radioeins im wöchentlichen Wechsel, Mai 2013–2016 (Mo–Do, 16–19 Uhr)
- Die schöne Woche im wöchentlichen Wechsel, Mai 2013–2016 (Fr, 13–19 Uhr)
- Comedy-Show „radioZWEI“ zusammen mit Martin Gottschild, 2016–2019 (Fr, 17–19 Uhr)
- Tommys Top Ten (TTTPPP), November 2019 – Januar 2020 (Fr, 17–19 Uhr)
- Bonnies Ranch zusammen mit Kathrin Thüring, Januar 2020 bis Juni 2023 (Fr, 17–19 Uhr)
- Ab 17 – wahnsinnig TÄGLICH zusammen mit Kathrin Wosch, ab Juni 2023

## Fernsehproduktionen (Auswahl)

### Vor der Kamera
- ProSieben Morning Show, 1999, Pro7, Moderation
- Gute Nachbarn, schlechte Nachbarn, 1999, Sat.1, Moderation
- StarWosch, 2000, Sat.1, Moderation
- Woschs Woche, 2000–2001, suntv, eigenes Format
- Real Comedy, 2002, Pilotfolge mit Christian Ulmen
- Krieg am Gartenzaun, 2009, RTL II, Moderation
- Verstehen Sie Spaß?, 2015, ARD, Lockvogel

### Als Regisseur und Produzent
- Comedy Kids, 2002 (4 Folgen, Sat.1)
- Die Wachmänner – Vier Augen sehen mehr, 2003 (15 Folgen, Sat.1)
- ZACK! Comedy nach Maß, seit 2004 (Sat.1)
- Two Funny, seit 2006 (Sat.1)
- Böse Mädchen, seit 2007 (RTL)
- Sketch 4 Fun, seit 2008 (Sat.1)
- In jeder Beziehung, 2012 (RTL)
- Triple Ex, 2016 (RTL)[16]
- Beck is back!, 2018 (Produzent und Chefautor, RTL)
- Schwester, Schwester, 2020 (Produzent und Chefautor, RTL)
- Gott, du kannst ein Arsch sein!, 2020 (Produzent und Co-Autor, Kinospielfilm)
- Schwester, Schwester 2, 2021 (Produzent und Chefautor, RTL)
- Faking Hitler, 2021 (Produzent und Showrunner, RTL)[17]
- Dinner for Five, 2024 (Showrunner, Drehbuch und Produzent)[18]
- Alle Jahre wieder, 2024 (Drehbuch und Produzent)

## Bühnenprogramme
Von 2003 bis 2012 trat Wosch mit Comedy-Bühnenprogrammen im Osten Deutschlands, vornehmlich im Sendegebiet seines Radiosenders, Berlin und Brandenburg, auf:
- Eine Medienhure packt aus, Sommer 2003
- Die Medienhure kehrt zurück, Anfang 2004
- Woschs Woche, Ende 2004
- Wosch vs. Gott, Anfang 2005
- Scheiß auf Schiller, Wosch liest Wosch, August 2005
- Starwosch, Februar 2006
- Steif on Stage, Anfang 2007
- Bestuhlt, August 2008 und Frühjahr 2009
- Leck mich Lessing, Wosch liest Wosch, Dezember 2009
- Noch Bestuhlter, Sommer–Herbst 2010
- Homo, Frühjahr 2012